# Retamal de Llerena
Retamal de Llerena es un municipio español, perteneciente a la provincia de Badajoz, dentro de la comunidad autónoma de Extremadura.

## Situación
Se localiza entre los 38˚35' de latitud. Pertenece a la comarca de Campiña Sur. La distancia a la capital provincial, Badajoz, es de 125 km y a la regional, Mérida, es de 68 km. Su extensión es de 96,10 km² y su altitud de 467 m s. n. m.
Se sitúa al norte de la comarca, en su borde más septentrional y sobre las estribaciones de la sierra de los Argallanes y las inmediaciones de La Serena; bastante alejada de Llerena, cuyo apelativo ostenta, sin embargo, indicando su dependencia jurisdiccional. Su enclave geográfico más próximo a la Serena, favorece que la población de Retamal esté mayormente conectada y vinculada a dicha comarca y a sus localidades vecinas. 
Tiene como foco de importancia más cercano a Zalamea de la Serena, que junto con Hornachos y Castuera, son los focos socioeconómicos de mayor importancia en las inmediaciones de la localidad. Algunos de los servicios de Retamal dependen de la mancomunidad de municipios de la Serena y otros de la mancomunidad de aguas de Llerena.
El río Guadámez, que atraviesa el municipio a unos 5 km aproximadamente de la localidad, es el río más cercano aparte de pequeños arroyos.

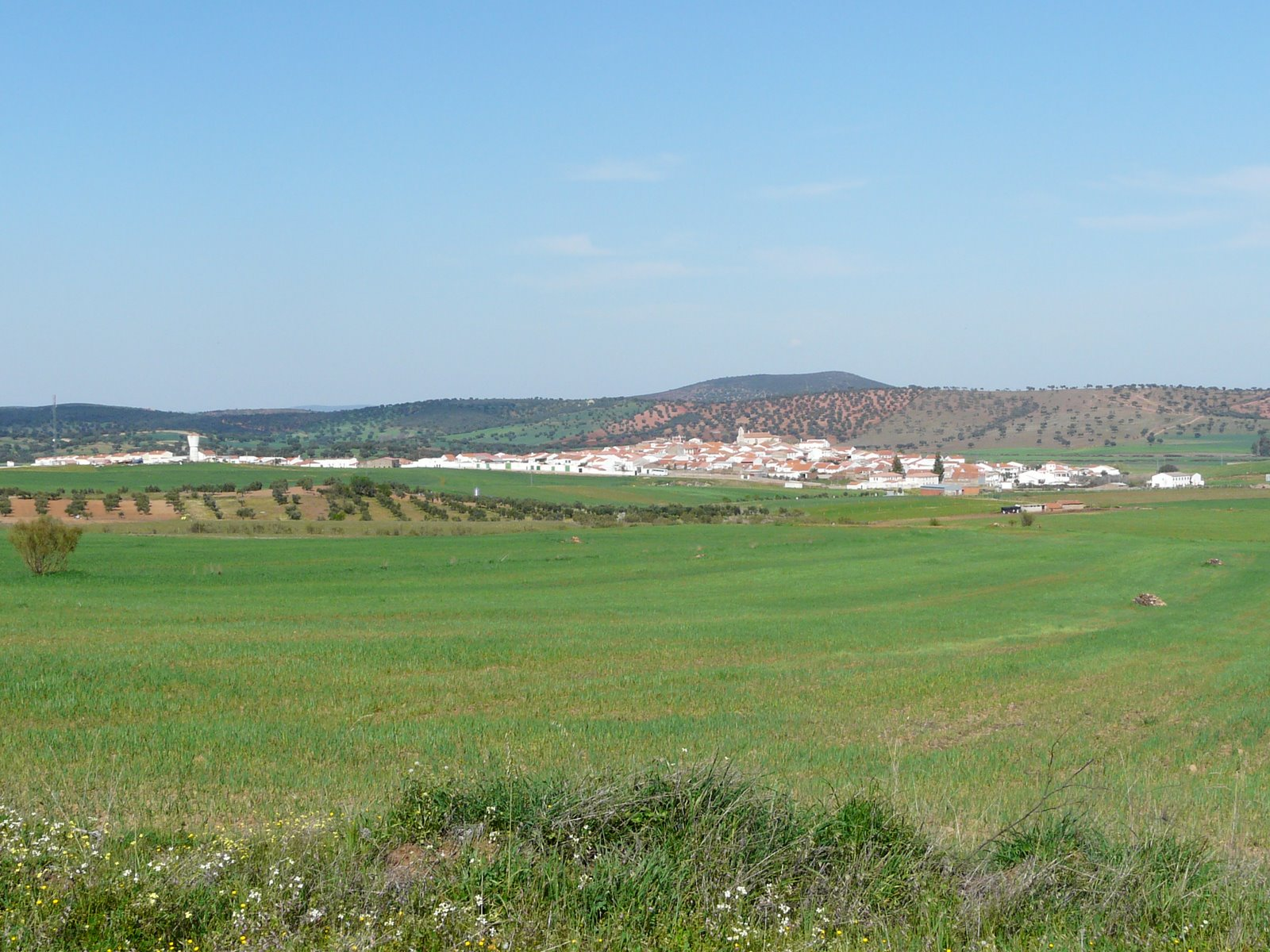
Panorámica de Retamal de Llerena.

Su término municipal une las comarcas de Tierra de Barros, La Serena, Campiña Sur y Las Vegas Bajas del Guadiana; delimita al norte con los términos de Oliva de Mérida, Valle de la Serena y Puebla de la Reina; al noreste con Higuera de la Serena y Zalamea de la Serena; al sureste con Campillo de Llerena; y al suroeste con Hornachos.
El término de Retamal, se integra en el paraje natural de la Sierra Grande de Hornachos.

## Relieve y clima
El relieve es alomado, con altitudes que oscilan entre los 630 m s. n. m. en la serrata donde se sitúan los pozos de la Fuente Santa, y los 480 m s. n. m. en las proximidades del embalse de Campillo. Los cursos de agua que cruzan el término están conformados por pequeños arroyuelos que desembocan en el río Guadámez.
El clima es de tipo mediterráneo subtropical. La temperatura media anual es de 15,9 Cº. Los inviernos suelen ser suaves, con una temperatura media de 8,8 Cº, alcanzando las mínimas absolutas valores de -3,6 Cº. El verano es seco y caluroso con una temperatura media estacional de 24,7 °C y unas máximas absolutas que alcanzan los 42,6. La precipitación media anual es de 463,6 mm.
La formación vegetal autóctona es del tipo durilignosa con un bosque esclerófilo mediterráneo representado por la encina y el alcornoque, junto a otras especies que componen el matorral como la jara, aulaga, cantueso, etc.

## Historia
El origen del pueblo, según Ortiz de Thovar, es una fundación prerromana localizada en el paraje Miguél Sancho, en la afluencia de los ríos Guadámez y Las Huertas, cuyos vestigios existían aún en el siglo XVIII. En este punto se enclavaba el asentamiento romano de Astigi, sobre la que fuera la antigua calzada entre Córdoba y Mérida.
El núcleo de población desapareció en una primera ocasión tras la etapa romana, siendo repoblado por gentes de la cercana Arsa, y posteriormente volvió a desaparecer durante la invasión árabe, siendo en este caso repoblada por musulmanes.
La ocupación cristiana significó otra vez el arrasamiento del poblado, y su posterior y definitiva repoblación en un lugar ligeramente separado del anterior y lejos de la contaminación de los arroyos. Este nuevo asentamiento fue creado a mediados del siglo XIII por el maestre santiaguista Pelai Pérez Correa, conquistador del territorio, quedando bajo la jurisdicción de esta orden, como parte de la encomienda de Hornachos.
A partir de 1594 Retamal comenzó a formar parte de la provincia León de la Orden de Santiago contando con 173 vecinos pecheros, quedando fuera del priorato de Magacela pese a la clara cercanía con la Serena.
A la caída del Antiguo Régimen la localidad se constituye en municipio constitucional, entonces conocido como Retamal, en la región de Extremadura. Desde 1834 quedó integrado en el partido judicial de Llerena. En el censo de 1842 contaba con 62 hogares y 225 vecinos.

## Demografía
Retamal de Llerena cuenta con una población de 429 habitantes (INE 2024).
| Gráfica de evolución demográfica de Retamal de Llerena entre 1842 y 2021 |
| |
| Población de derecho según los censos de población del INE. Población de hecho según los censos de población del INE.En estos censos se denominaba Retamal: 1842, 1857, 1860, 1877, 1887, 1897, 1900, 1910, 1920, 1930, 1940, 1950, 1960, 1970, 1981 y 1991. |

## Actividad económica
La tasa de actividad en 1986 tenía un valor del 27,9 por 100. En la distribución por sectores se aprecia una gran preponderancia del agrario que acoge al 67,6 por 100 de la población activa, seguido de lejos por el industrial, los servicios. 
La superficie labrada representa el 39,3 por 100 del término municipal. Entre los cultivos destacan los herbáceos (2.822 ha) y el olivar (129 ha), siendo el regadío insignificante (20 ha). La estructura de la propiedad dominante es de tipo latifundista No obstante la explotaciones minifundistas adquieren cierta importancia. Por otra parte, es notable la gran concentración parcelaria, con 3,87 parcelas por explotación. 
El total de Unidades Ganaderas es de 681, entre las que destaca el ovino, seguido del bovino, porcino y caprino.

## Actividad deportiva
Las inmediaciones de Retamal de Llerena es famosa por la abundante caza mayor y menor que ofrece para los amantes de este deporte. Cuenta con numerosos cotos, en los que abundan especies como conejos, palomas, perdices... y el jabalí principalmente en cuanto a caza mayor. 
Igualmente es interesante la cercanía de pantanos en los cuales se puede practicar la pesca y otras actividades deportivas y náuticas. Además, existen parajes idóneos para la práctica de deportes como el mountainbike y el senderismo.
Además el municipio tiene su propio equipo de fútbol, con varias categorías.

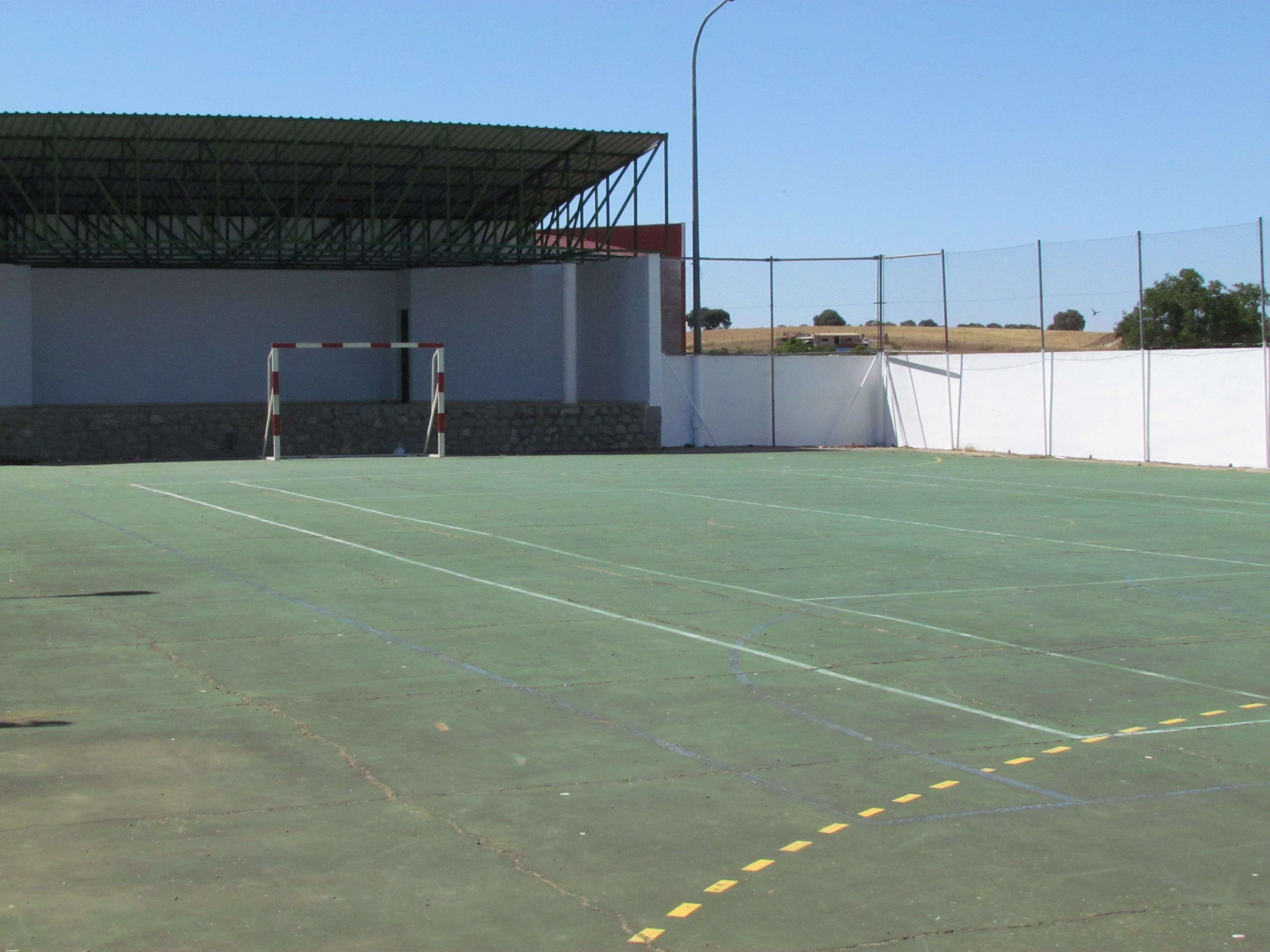
Pista polideportiva (C/Capellanías).

### Instalaciones deportivas
Actualmente, se dispone de dos pistas polideportivas, una situada en la calle Capellanías y otra situada en las traseras de la calle Calvario, junto a la piscina municipal, otra de las instalaciones deportivas existentes, en cuyo recinto hay una pista de voleiplaya.

### Cotos de Caza
- Bastiana Concepción (503 ha)
- Las Arcas (485 ha)
- Cortijo Argallén (100 ha)
- Los Hoyos (109 ha)
- La Osa (200 ha)
- Pelagatos (38 ha)
- San Pedro (3042 ha)
- Trampas (130 ha)
- Lomo de Cruces (931 ha)
- Cumbres de Constanza (409 ha)
- Llanos y Pedriza (896 ha)
- Casar-Navas (100 ha)
- Talaverano (376 ha)
- El Casar (65 ha)
- Las Arcas (331 (ha)
- La Zapatera (978 ha)

## Monumentos

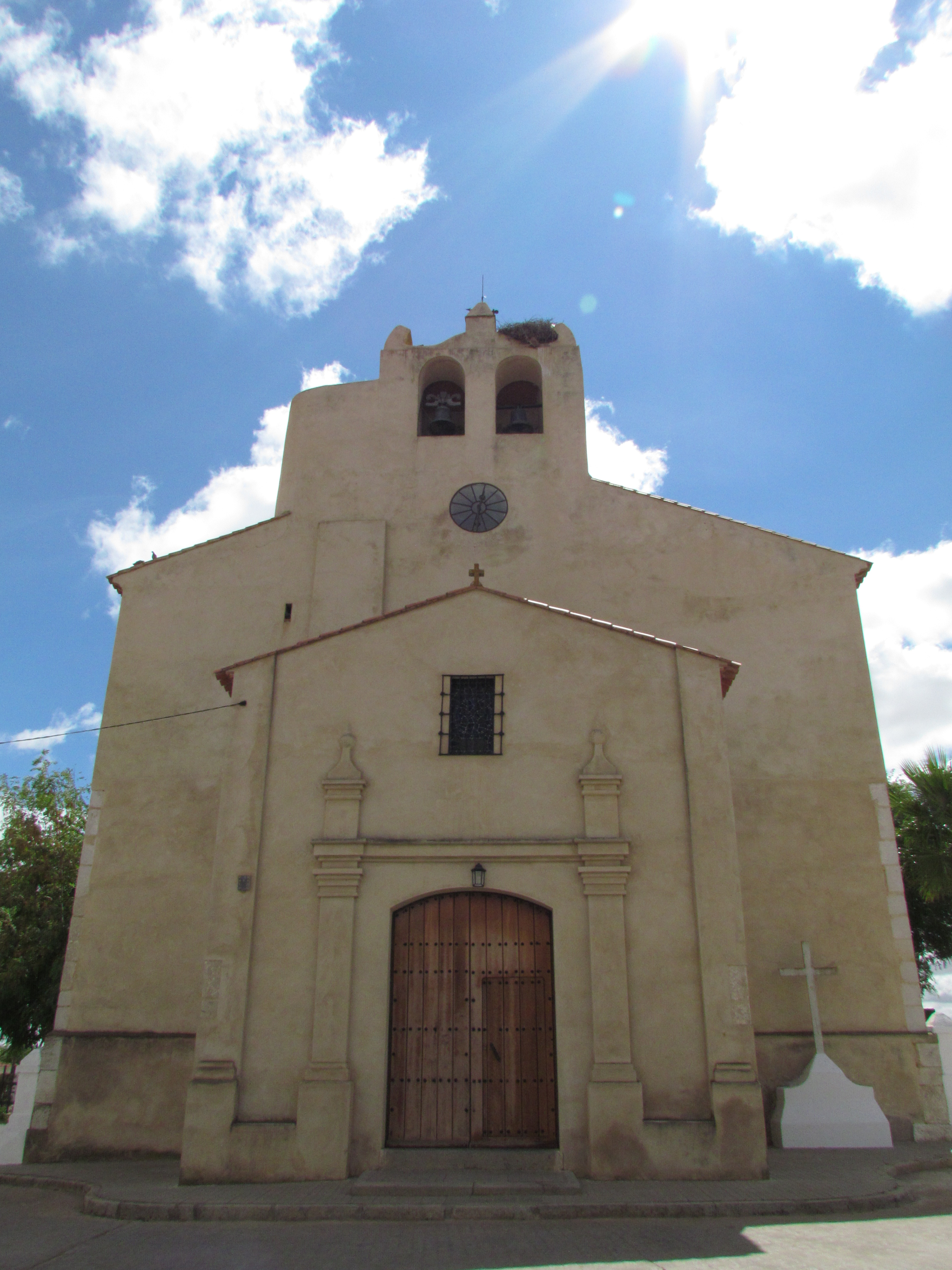
Iglesia de San Pedro.

El monumento más destacable de Retamal es la iglesia parroquial de San Pedro Apóstol, patrón del pueblo, perteneciente a la archidiócesis de Mérida-Badajoz.
También existen dos fuentes, conocidas como Fuente del Pilar o El Pilar, situadas en las calles Juan Carlos I y Capellanías (Ctra de Puebla de la Reina).

## Fiestas locales
- Candelaria: primer sábado de febrero.
- Carnaval: un sábado (con fecha desde finales de enero hasta principios de marzo) según el año, atendiendo al calendario litúrgico.
- Entierro de la sardina: se celebra el martes de Carnaval.
- Semana Santa: se celebran procesiones del Domingo de Ramos, Jueves Santo y Viernes Santo.
- La Gira: se celebra el Lunes de Pascua.
- Romería de San Isidro Labrador: se celebra el 15 de mayo.
- Fiestas de San Pedro: Se celebran en honor al patrón del pueblo y el 29 de junio, es el día de San Pedro, y durante 3 días posteriores/anteriores, se celebran las fiestas.
- Feria del Emigrante: Siendo el día del Emigrante el 15 de agosto, las fiestas tienen lugar entre la segunda o la tercera semana de dicho mes.
- Belén viviente: Un día comprendido entre el 25 y el 31 de diciembre, se celebra dicho acontecimiento, representado por niños y jóvenes.

## Comunicaciones
En el municipio hay 2 carretera regionales y 2 provinciales:
- La BA-118 es la carretera local de Higuera de la Serena.
- La BA-119 es la carretera de Hornachos.
- La EX-210 es la carretera de Puebla de la Reina.
- La EX-211 es la carretera de Campillo de Llerena.

En el municipio hay una parada de autobuses.
Telefonía
Todos los ciudadanos tienen línea telefónica. Gracias a la línea telefónica, pueden tener Internet, estando disponible el servicio de WIFI para todo el municipio, servicio por el cual todos los ciudadanos pueden acceder a Internet.
Servicios on-line
En la web del Ayuntamiento, puedes solicitar tu correo electrónico del ciudadano.

## Política
Siendo el actual alcalde, Juan Diego Caballero Murillo, del Partido Socialista Obrero Español, investido el 13 de junio de 2015 tras las Elecciones Municipales de ese mismo año, la composición de la corporación municipal es la siguiente:

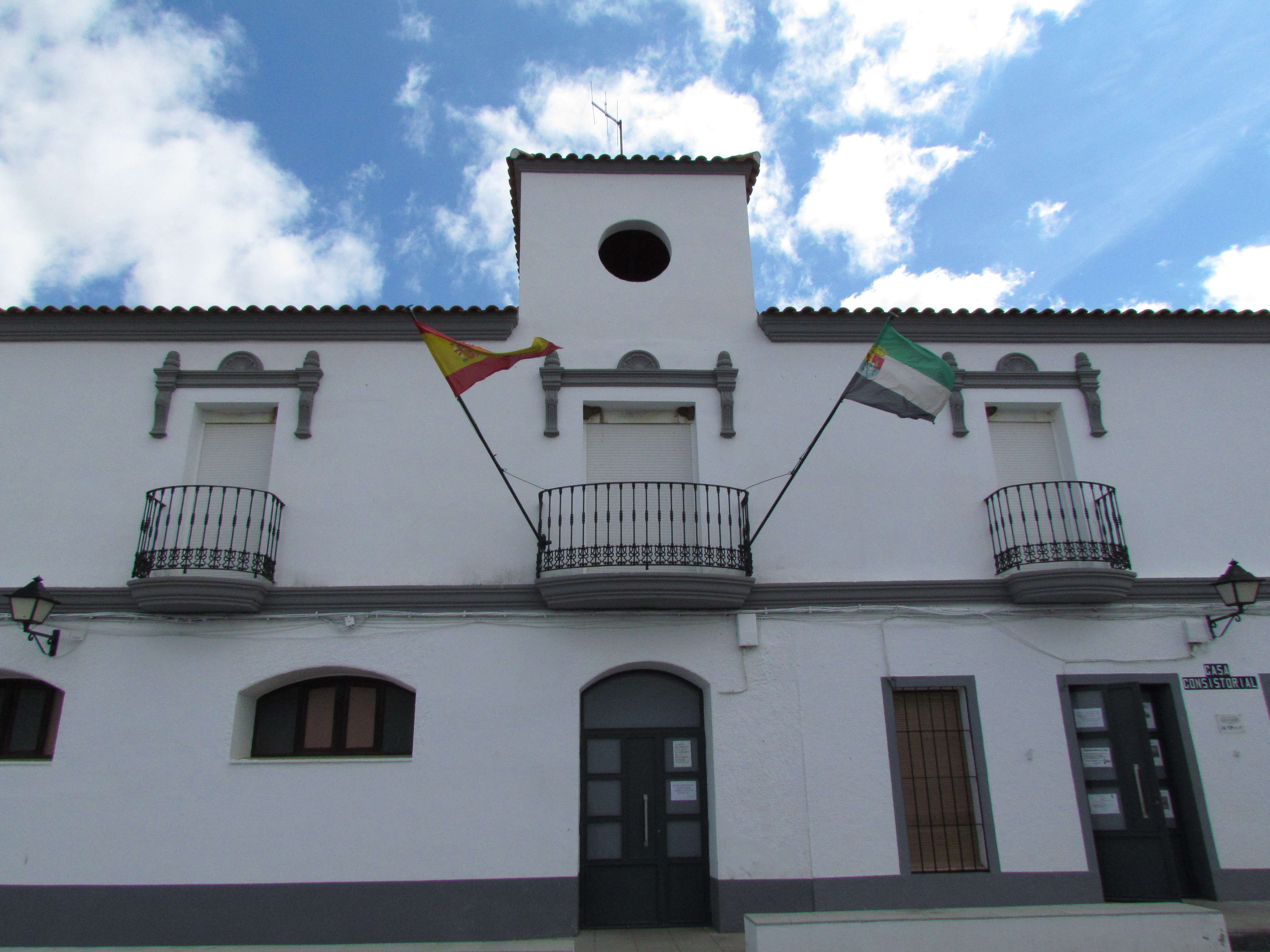
Ayuntamiento.

| Corporación municipal |            |
| Partido político      | Concejales |
| PSOE                  | 4          |
| PP                    | 3          |

## Educación
El municipio dispone de un centro educativo público de educación infantil y primaria, el CEIP San Pedro Apóstol. Se guarda pertenencia con el IES Antonio de Nebrija, de Zalamea de la Serena en lo concerniente a los estudiantes de ESO y Bachillerato.
Además dispone de una biblioteca de carácter público, denominada Antonio Holgado.

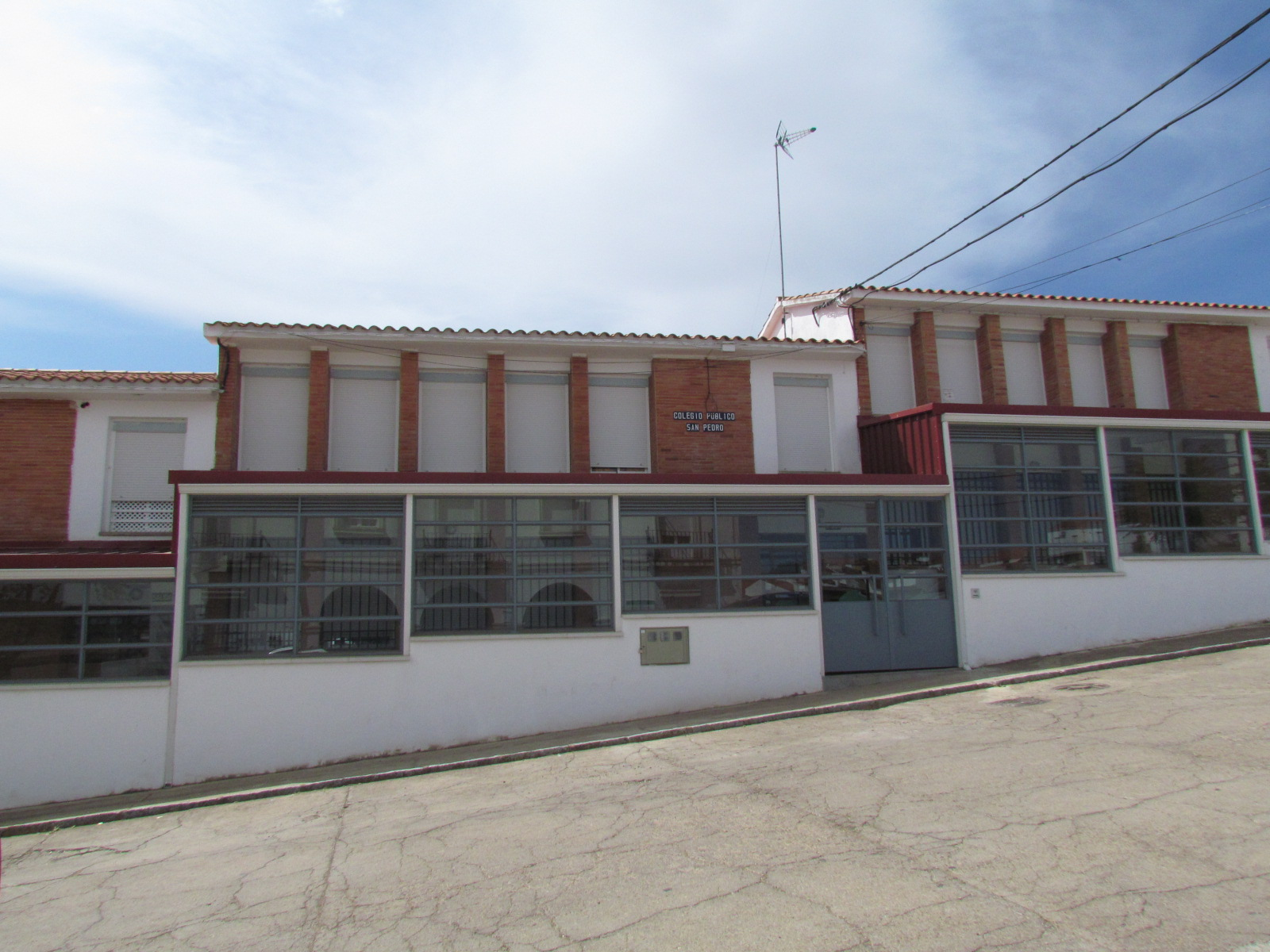
CEIP San Pedro Apóstol

## Sanidad
El municipio dispone de un centro de salud que funciona de lunes a viernes en horario de mañana,  mientras que el hospital más cercano es el de Llerena a 56 km.

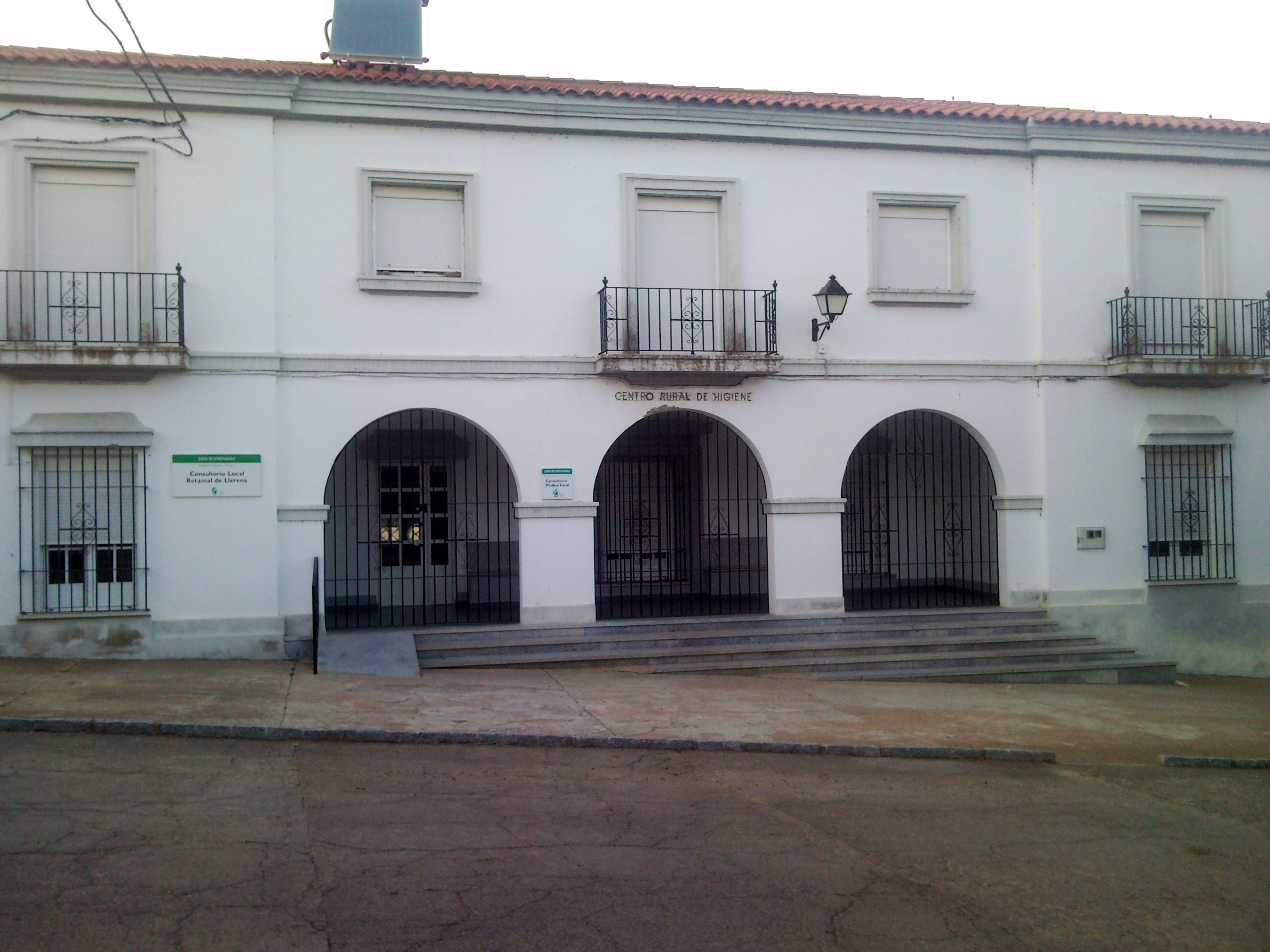
Centro de salud.

## Seguridad
El municipio en la actualidad no dispone de policía local. La seguridad está a cargo de la Guardia Civil que tiene su cuartel en el cercano pueblo de Campillo de Llerena, a 11 km.

## Gastronomía
La gastronomía en Retamal está basada principalmente en los platos tradicionales extremeños. Son platos típicos de Retamal la caldereta, gazpacho, salmorejo, migas y gran variedad de embutidos y otros derivados del cerdo. Además, en la repostería son tradicionalmente elaborados gran diversidad de dulces caseros como flores, roscos de vino, gañotes, perrunillas, etc.

## Bienestar social

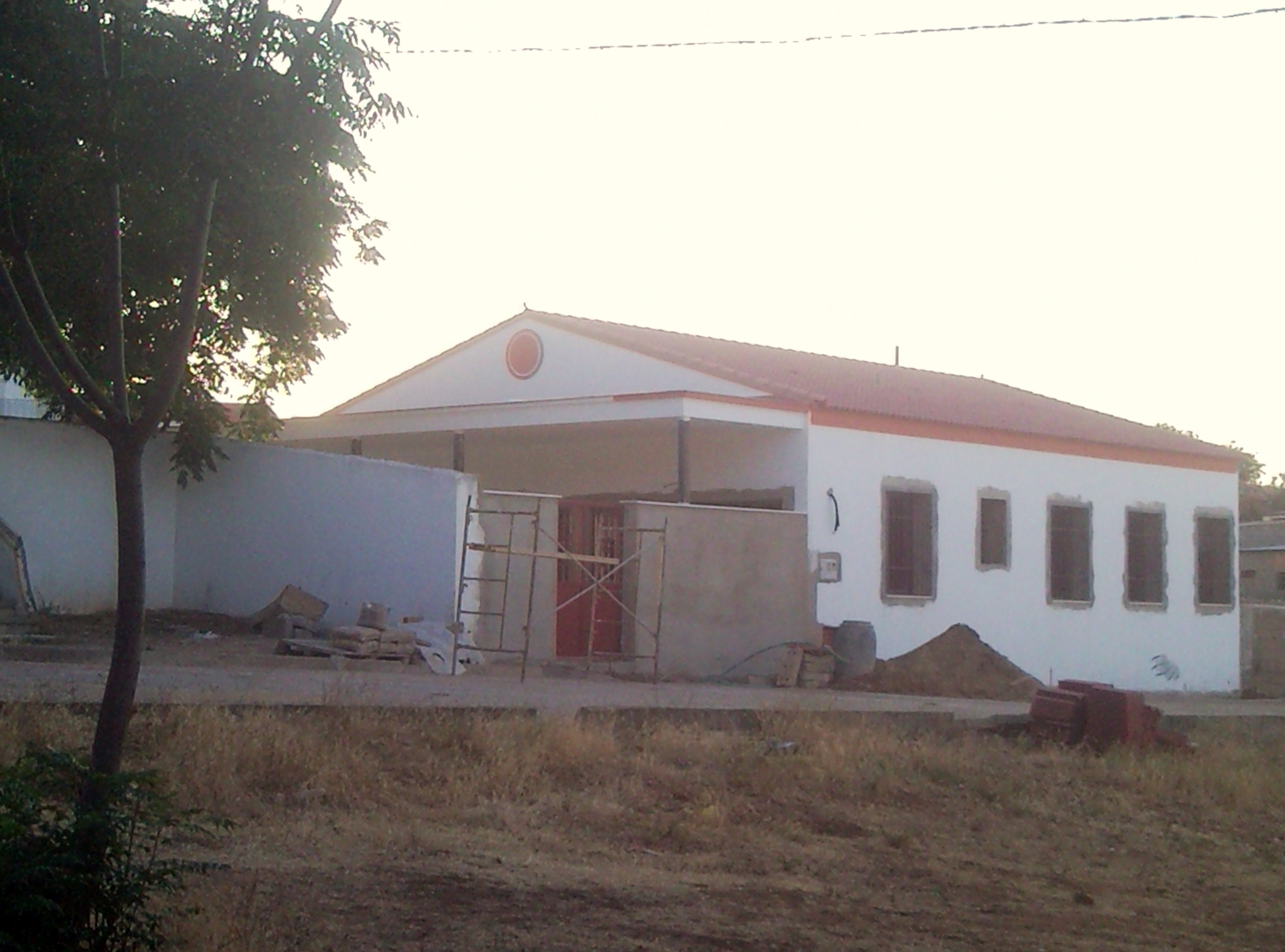
Guardería infantil, en construcción (junio de 2009).

El municipio dispone de un hogar del pensionista, de una guardería infantil, y de un centro de día construido en el antiguo acuartelamiento de la Guardia Civil.